# Prostřední Suchá (nádraží)
Prostřední Suchá je železniční stanice, která leží na trati Karviná-Doly – Havířov mezi stanicemi ÚZK a Havířov. Stanice leží v severně od havířovské části Prostřední Suchá.

## Historie
Stanice byla dána do provozu společností Ostravsko-frýdlantská dráha dne 15. listopadu 1911, tedy současně se zahájením provozu části trati Místní dráhy Svinov–Vítkovice – Těšín Nádraží s tehdejším názvem Suchau in Schlesien byla koncovou stanicí trati ze stanice Gross Kunzendorf an der Ostravitza (tj. pozdější Ostrava–Kunčice), pokračování do Těšína bylo zprovozněno až 1. září 1914. Stanice sloužila nejen cestujícím, ale významou roli hrála nakládka černého uhlí v sousedním dole František. Ve stanici bylo několik budov, ve kterých se nacházela osobní pokladna, čekárna či byty pro železmičáře. Součástí kolejiště bylo také lokomotivní depo s točnou.
Od roku 1921 nesla stanice české pojmenování Suchá ve Slezsku, v letech 1938–1939 se krátce jmenovala polsky Sucha Średnia, následně do roku 1945 německy Mittel Suchau, poté se již používal český název Prostřední Suchá.

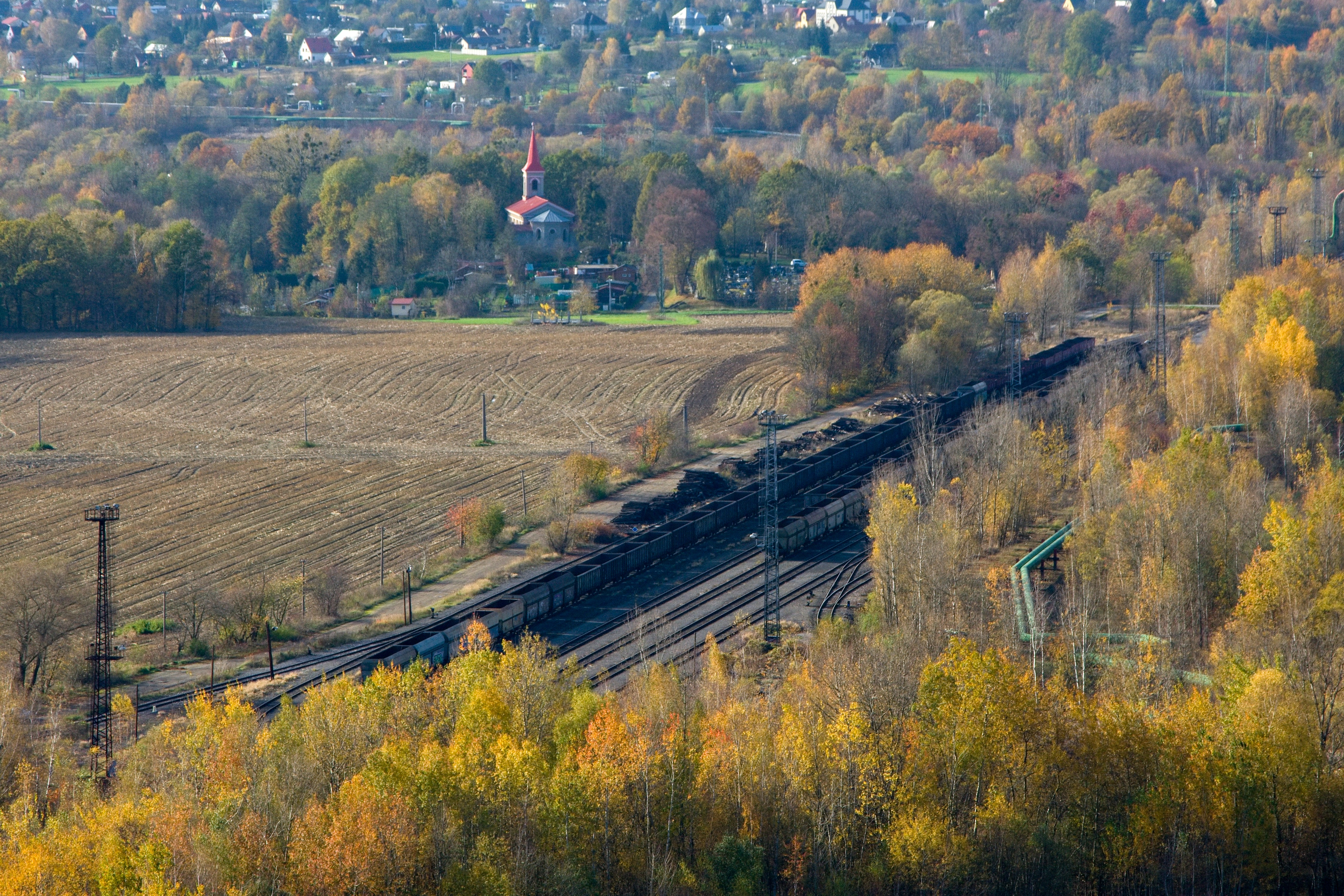
Kolejiště stanice

Dne 30. června 1961 byla dána do provozu (od roku 1962 dvoukolejná) přeložka trati Havířov – Albrechtice u Českého Těšína, současně s tím byla zastavena pravidelná osobní doprava přes Prostřední Suchou. Na původní trati nadále zůstala nákladní doprava provozovaná ČSD. To se nezměnilo ani po 1. lednu 1986, kdy stanice společně s traťovým úsekem z Havířova do Albrechtic u Českého Těšína přešla pod správnu podniku OKR-Doprava. Provoz stanice převzala OKR-Doprava od ČSD až na přelomu 80. a 90. let 20. století.
Protože již stanice nesloužila osobní dopravě, byla v ní zlikvidována původní tři nástupiště i původní budovy. V nákladní dopravě pak sloužila především obsluze dolů František, Dukla, Barbora a 9. květen, které se nacházely v její blízkosti. Kolejiště stanice muselo být opakovaně sanováno, neboť bylo negativně ovlivňováno důlními poklesy.

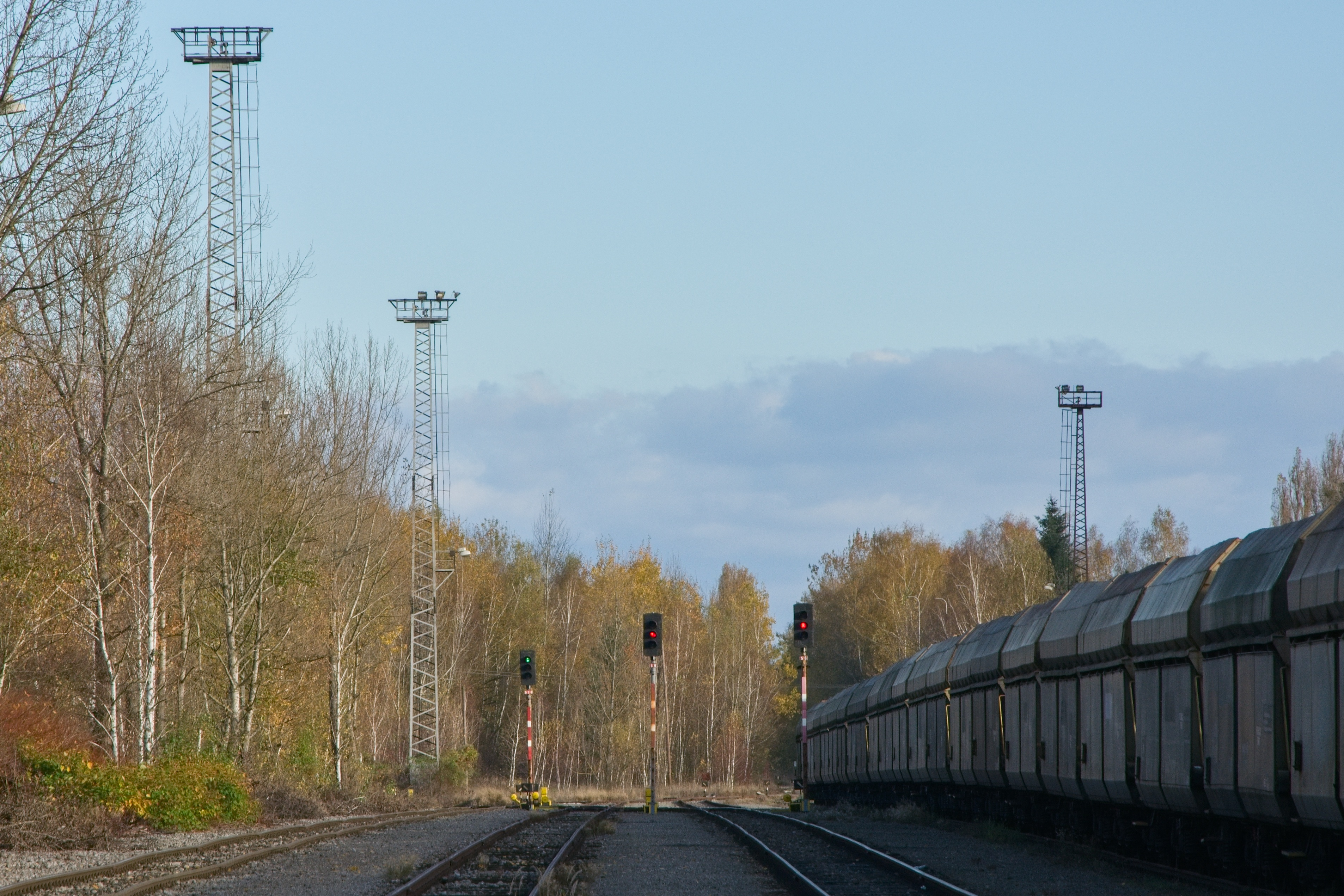
Odjezdová návěstidla směr ÚZK

Ještě v roce 2003 byla stanice obsazena výpravčím, který obsluhoval kombinaci staničního zabezpečovacího zařízení 1. a 3. kategorie, jízdy vlaků do sousedních stanic Havířov a ÚZK byly zabezpečovány pomocí telefonického dorozumívání. Postupný útlum dolů v okolí stanice přinesl i omezování provozu ve stanici Prostřední Suchá.

## Popis stanice
V roce 2024 už stanice není trvale obsazena výpravčím, v provozu zůstaly tři dopravní koleje a několik manipulačních kolejí. Ty slouží k odstavování vozů a k příležitostné obsluze navazujících vleček. Do staniční koleje č. 7 je napojena vlečka KOVONA LICHTGITTER o stavební délce 0,978 km.